# Након Найок
Након Найок е една от 76-те провинции на Тайланд. Столицата ѝ е едноименния град Након Найок. Населението на провинцията е 241 081 жители (2000 г. – 70-а по население), а площта 2122 кв. км (66-а по площ). Намира се в часова зона UTC+7. Разделена е на 4 района, които са разделени на 41 общини и 403 села.